# Maransis lineolatus
Maransis lineolatus är en insektsart som först beskrevs av Brunner von Wattenwyl 1907.  Maransis lineolatus ingår i släktet Maransis och familjen Diapheromeridae. Inga underarter finns listade i Catalogue of Life.